# Wootton (Staffordshire)
Wootton è un villaggio di 154 abitanti (con lo status amministrativo di parrocchia civile) situato nello Staffordshire, in Inghilterra. Si trova a circa 30 km a est di Stoke-on-Trent e a circa 30 km a nordovest di Derby.

## Origini del nome
Il nome "Wootton" viene dalle parole dell'Old English wudu, che in  significa legno, e tūn, che indica una proprietà, un terreno recintato, una fattoria o un villaggio.

## Storia
Dalle notizie più antiche risulta che originariamente Wootton fu un villaggio prevalentemente agricolo, con oltre il 60% della popolazione maschile occupata nel settore dell'agricoltura.
Il villaggio rimane tuttora in gran parte legato all'attività delle fattorie, e circa il 25% della popolazione è ancora occupato dall'agricoltura. Il resto degli abitanti lavora nell'industria dei servizi o in posizioni manageriali o di lavoro in proprio.

### Jean-Jacques Rousseau a Wootton
La fama della località è legata in parte al fatto che il filosofo ginevrino Jean-Jacques Rousseau vi soggiornò per qualche tempo tra il marzo e l'aprile del 1766 per fuggire dalla Francia e dalla Svizzera, dove era perseguitato a causa del contenuto delle sue opere; dopo aver ricevuto l'invito di David Hume a recarsi presso di lui in Inghilterra Rousseau era rimasto qualche settimana a Chiswick, salvo poi litigare violentemente con il filosofo britannico e allontanarsi da lui per accettare l'ospitalità di Richard Davenport a Wootton. Vi rimase dal 22 marzo al 1º maggio 1766, insieme alla sua compagna Thérèse Levasseur, e passò parte di questo tempo dedicandosi alla botanica.